# Filmåret 1931

## Årets filmer

### A - G
- Anna Christie
- Brokiga Blad
- Cimarron
- Dantes mysterier
- De utstötta
- Det stora barndopet
- Dracula
- Egyptiska melodier
- En kvinnas morgondag
- En kärleksnatt vid Öresund
- En natt
- Falken från Malta
- Falska miljonären (Frankrike)
- Falska miljonären (Sverige)
- Farornas paradis
- Flickan från Värmland
- Frankenstein
- Fröken, Ni liknar Greta Garbo!
- Fyra fräcka fripassagerare
- Gamla stan
- Generalen

### H - N
- Halvvägs till himlen
- Hans Majestät får vänta
- Hotell Paradisets hemlighet
- I slagbjörnens spår
- Inspiration
- Kärlek måste vi ha
- Kärlek och landstorm
- Kärlekens ö
- Lika fåglar leka bäst
- Lika inför lagen
- Längtan till havet
- M
- Markurells i Wadköping
- Mata Hari

### O - U
- Platinum Blonde
- Quick Millions
- Rena rama sanningen
- Röda dagen
- Skepp ohoj!
- Skepparkärlek
- Stadens ljus
- Susan Lenox
- Trådlöst och kärleksfullt
- Trötte Teodor
- Ungkarlsparadiset

### V - Ö
- Varför ler du Mona Lisa?
- Wien dansar och ler
- X-27
- Äventyr i Afrika
- Öster om Shanghai[1]

## Födda
- 5 januari – Robert Duvall, amerikansk skådespelare.
- 8 januari – Barbro Larsson, svensk skådespelare och regissör.
- 14 januari – Iréne Gleston, svensk skådespelare.
- 17 januari – James Earl Jones, amerikansk skådespelare.
- 19 januari – Tippi Hedren, amerikansk skådespelare och fotomodell.
- 6 februari
  - Mamie van Doren, amerikansk skådespelare.
  - Rip Torn, amerikansk skådespelare.
- 8 februari – James Dean, amerikansk skådespelare.
- 12 februari – Göran Graffman, svensk regissör och skådespelare.
- 13 februari – Tore Bengtsson, svensk skådespelare.
- 15 februari – Claire Bloom, brittisk skådespelare.
- 4 mars – Sonya Hedenbratt, svensk jazzsångerska, skådespelare och revyartist.
- 11 mars – Gunlög Hagberg, svensk skådespelare.
- 22 mars – William Shatner, kanadensisk skådespelare, författare, producent, filmregissör och musiker.
- 23 mars – Sonja Stjernquist, svensk operett- och musikalsångerska (sopran) och skådespelare.
- 26 mars – Leonard Nimoy, amerikansk skådespelare
- 13 april – Beverley Cross, brittisk pjäs- och manusförfattare.
- 15 april – Ulf Qvarsebo, svensk skådespelare.
- 25 april – Erna Groth, svensk skådespelare, sångerska och scripta.
- 28 april – Eva Seeberg, norsk-svensk journalist, författare och manusförfattare.
- 3 maj – Jiřina Bohdalová, tjeckisk skådespelerska
- 10 maj – Ettore Scola, italiensk manusförfattare och filmregissör.
- 27 maj – Faten Hamama, egyptisk skådespelare.
- 1 juni – Lennart Atterling, svensk redaktör, kortfilmsregissör och skådespelare.
- 5 juni – Jacques Demy, fransk regissör.
- 6 juni – Rolf Bengtsson, svensk skådespelare.
- 12 juni – Fredrik Ohlsson, svensk skådespelare.
- 20 juni – Martin Landau, amerikansk skådespelare.
- 28 juni – Hans Alfredson, svensk regissör, författare, komiker och skådespelare.
- 1 juli – Leslie Caron, fransk skådespelare.
- 23 juli
  - Lennart Aspegren, svenskt kansliråd på budgetdepartementet 1978 –1979, FN-domare och skådespelare.
  - Jan Troell, svensk regissör.
- 5 augusti – Mona Åstrand, svensk skådespelare.
- 7 augusti – Per Åhlin, regissör,animatör,scenograf.
- 11 augusti – Jane Friedmann, svensk skådespelare.
- 12 augusti – Bengt Gillberg, svensk skådespelare.
- 12 augusti – William Goldman, amerikansk manusförfattare.
- 23 augusti – Lars Görling, svensk författare, regissör och manusförfattare.
- 25 augusti – Peter Gilmore, brittisk skådespelare (Onedinlinjen).
- 4 september – Mitzi Gaynor, amerikansk skådespelare, sångerska och dansös.
- 8 september – Sangrid Nerf, svensk skådespelare.
- 12 september – Ian Holm, brittisk skådespelare.
- 17 september – Anne Bancroft, amerikansk skådespelare.
- 21 september – Larry Hagman, amerikansk skådespelare.
- 29 september – Anita Ekberg, svensk skådespelare.
- 30 september – Angie Dickinson, amerikansk skådespelare.
- 2 oktober – Björn Lindroth, svensk regissör, manusförfattare, konstnär och sångtextförfattare.
- 15 november – Calvin Floyd, svensk-amerikansk regissör, manusförfattare, författare, producent, jazzsångare, kompositör och pianist.
- 23 november – Berto Marklund, svensk skulptör, tecknare och skådespelare.
- 28 november – Hope Lange, amerikansk skådespelare.
- 5 december – Tommy Johnson, svensk skådespelare.
- 8 december – Bo Samuelson, svensk skådespelare.
- 10 december – Marianne Ljunggren, svensk dansare, skådespelare, revy- och varietéartist.
- 11 december – Rita Moreno, puertoricansk skådespelare.
- 15 december – Klaus Rifbjerg, dansk författare, filmkritiker och manusförfattare.
- 18 december – Gunnel Lindblom, svensk skådespelare och regissör.

## Avlidna
- 4 januari – Art Acord, 40, amerikansk skådespelare.
- 7 februari – Sven Nyblom, 62, svensk regissör, översättare av opera- och operettlibretton och operasångare (tenor).
- 5 augusti – Paul Seelig, 30, svensk skådespelare.
- 10 september – Carl Sjögren, 77, svensk skådespelare och sångare.
- 13 september – Lawrence D'Orsay, 78, brittisk skådespelare.
- 14 november – Oscar Bergström, 57, svensk operasångare (basbaryton) och skådespelare.

### Fotnoter
1. ↑  IMDB, läst 29 februari 2012